# Rękomiecz

Herb Rękomiecz w stylizacji Tadeusza Gajla

Rękomiecz (Rękomierz) – polski herb szlachecki z nobilitacji.

## Opis herbu
Opis zgodnie z klasycznymi regułami blazonowania:
W polu błękitnym, zza muru srebrnego, pół lwa czarnego, wspiętego. Klejnot: Nad hełmem w koronie ramię zbrojne srebrne, trzymające miecz. Labry błękitne, podbite srebrem.

## Najwcześniejsze wzmianki
Herb nadany w 1790 roku, wraz ze skartabellatem Janowi Sterzenbecher, kapitanowi w regimencie Franciszka Piotra Potockiego, starosty szczerzeckiego.

## Herbowni
Jedna rodzina herbownych (herb własny):
Sterzenbecher.